# Orthodontium itacolumitis
Orthodontium itacolumitis är en bladmossart som beskrevs av C. Müller 1898. Orthodontium itacolumitis ingår i släktet Orthodontium och familjen Bryaceae. Inga underarter finns listade i Catalogue of Life.